# Carter L. Burgess
Carter Lane Burgess (Roanoke, 31 de diciembre de 1916-ibídem, 18 de agosto de 2002) fue un militar y ejecutivo de negocios estadounidense, que se desempeñó como embajador de Estados Unidos en Argentina entre 1968 y 1969.

## Biografía
Se graduó del Instituto Militar de Virginia. Sirvió en la Segunda Guerra Mundial, como asistente de Dwight D. Eisenhower. Desde el 24 de septiembre de 1954 al 22 de enero de 1957 fue Subsecretario de Defensa para Mano de Obra y Personal en el Departamento de Defensa de los Estados Unidos. Desde enero de 1957 hasta enero de 1958, fue presidente de Trans World Airlines.
En 1958, fue presidente de American Machine and Foundry. También en 1958 fue nombrado miembro del consejo presidencial. En 1968 fue nombrado embajador en Argentina, desempeñando el cargo por unos meses. También se desempeñó como presidente de la Corporación Nacional de Asociaciones para la Vivienda y del Centro Nacional para la Gestión de la Vivienda.
Falleció en su hogar en Roanoke (Virginia) en agosto de 2002.